# La pazienza di Davide
La pazienza di Davide (Tol'able David) è un film muto statunitense del 1921 diretto da Henry King e basato su un racconto omonimo del 1917 scritto da Joseph Hergesheimer.

## Remake
Nel 1930 è stato realizzato il film-remake sonoro del film, dal titolo L'uomo e la bestia (Tol'able David), per la regia di John G. Blystone e interpretato da Richard Cromwell.

## Riconoscimenti
- Photoplay Awards (1922)
- National Film Preservation Board - "National Film Registry" (2007)